# Saint-Roman-de-Malegarde
Saint-Roman-de-Malegarde là một xã trong tỉnh Vaucluse thuộc vùng Provence-Alpes-Côte d’Azur ở đông nam nước Pháp. Xã này nằm ở khu vực có độ cao trung bình 200 mét trên mực nước biển.